# 原天津奥匈帝国兵营

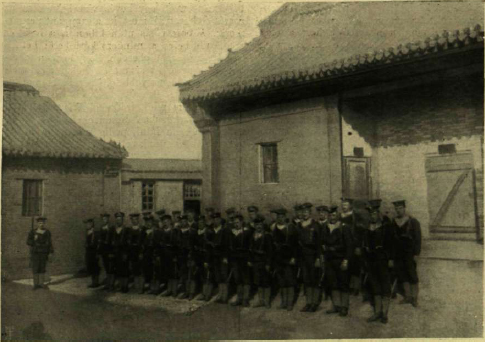
原天津奥匈帝国兵营

原天津奥匈帝国兵营始建于1901年，坐落在当时的天津奥租界（今民主道华安中学旧址），原天津奥匈帝国兵营驻军人数约40余人。1917年，中华民国政府收回天津奥租界，原天津奥匈帝国兵营撤销。 